# Therocephalia
Los terocéfalos (Therocephalia, gr. "cabeza de bestia") son un suborden extinto de terápsidos que vivieron del Pérmico Medio al Triásico Medio. Tenían un cráneo grande (de donde deriva su nombre) que, junto con la estructura de los dientes, permite suponer que eran carnívoros eficientes.
Como otros sinápsidos no mamíferos, los terocéfalos se describen como "reptiles mamiferoides" a pesar de que no son reptiles (saurópsidos) en el sentido actual (cladístico) del término. De hecho, los terocéfalos son el grupo más estrechamente relacionado con los cinodontos, que dieron lugar a los mamíferos. Esta relación queda evidenciada por diversas características anatómicas, incluyendo, probablemente, la posesión de pelo y vibrisas. Quedan aún muchas cuestiones no resueltas sobre la filogenia, anatomía y fisiología de los terocéfalos.

## Historia evolutiva

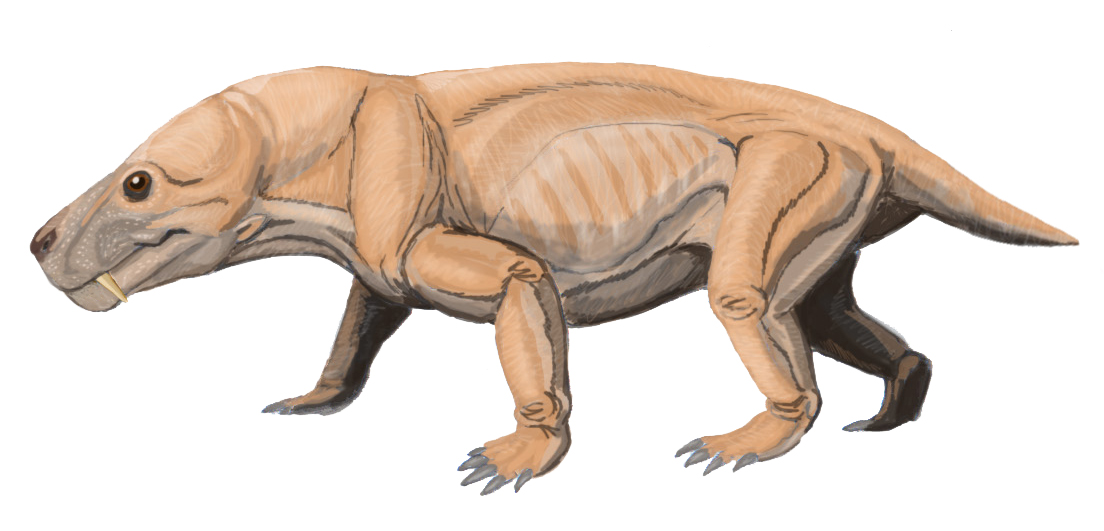
Moschorhinus.

Sus fósiles son abundantes en el Karoo de Sudáfrica, así como en Rusia, China y la Antártida. Se supone que tuvieron su origen en el continente de Gondwana y que se expandieron rápidamente a todo el mundo. La mayoría de los terocéfalos se extinguieron durante la extinción masiva del Pérmico-Triásico, aunque algunos representantes de los euterocéfalos sobrevivieron en el Triásico Inferior y continuaron su diversificación. No obstante, los últimos terocéfalos se extinguieron en el Triásico Medio, posiblemente debido a un cambio climático junto con la competencia con los cinodontos y diversos grupos de reptiles.
Los terocéfalos evolucionaron a partir de una línea primitiva de terápsidos premamalianos y son el grupo hermano de los cinodontos, que incluyen los mamíferos y sus ancestros mammaliaformes. Son al menos tan antiguos como los gorgonópsidos, a los que se parecen en muchas características primitivas. Los terocéfalos, a diferencia de los gorgonópsidos persistieron hasta el Triásico Medio.

## Anatomía y fisiología

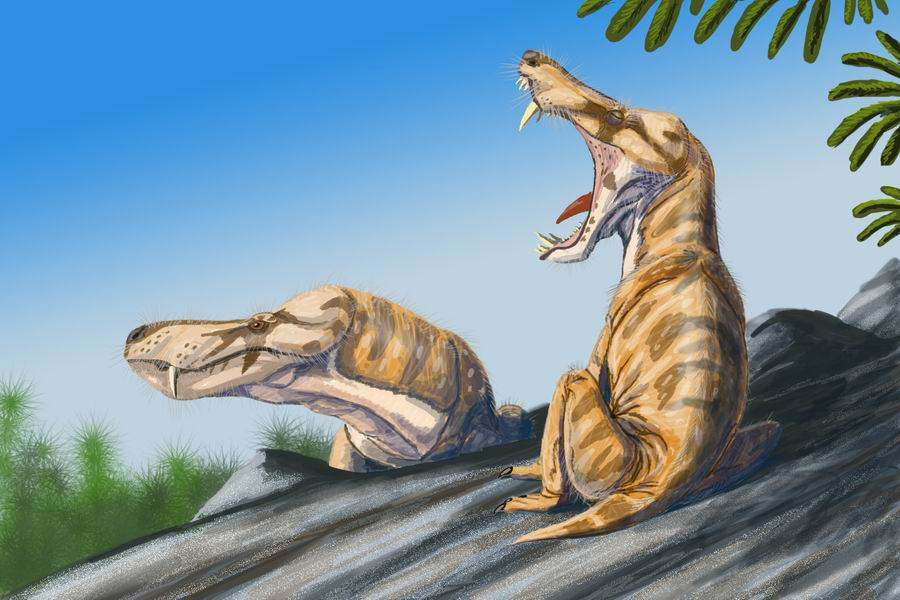
Pristerognathus

Como los gorgonópsidos y muchos cinodontos, la mayoría de los terocéfalos eran probablemente carnívoros. Los primeros terocéfalos eran, en muchos aspectos, tan primitivos como los gorgonópsidos, pero tenían una serie de caracteres derivados como el ensanchamiento de la fenestra temporal para permitir la inserción de los músculos aductores de la mandíbula, la reducción de las falanges a la fórmula mamaliana y la presencia de un paladar secundario incipiente.
El descubrimiento de crestas maxiloturbinales en algunas especies, como en el terocéfalo primitivo Glanosuchus, sugiere que, al menos algunos de ellos pudieron ser homeotermos. Los últimos terocéfalos, como los Baurioidea carecían de barra postorbial que separase la órbita ocular de la fosa temporal, lo cual es típico de los primeros mamíferos y por ello se supuso que pudieron ser sus antecesores. Hoy se cree que esta y otras características evolucionaron en paralelo en diversos grupos de terápsidos, incluidos los terocéfalos.

## Taxonomía y filogenia
- Orden Therapsida
  - Suborden Therocephalia
    - Familia Lycosuchidae

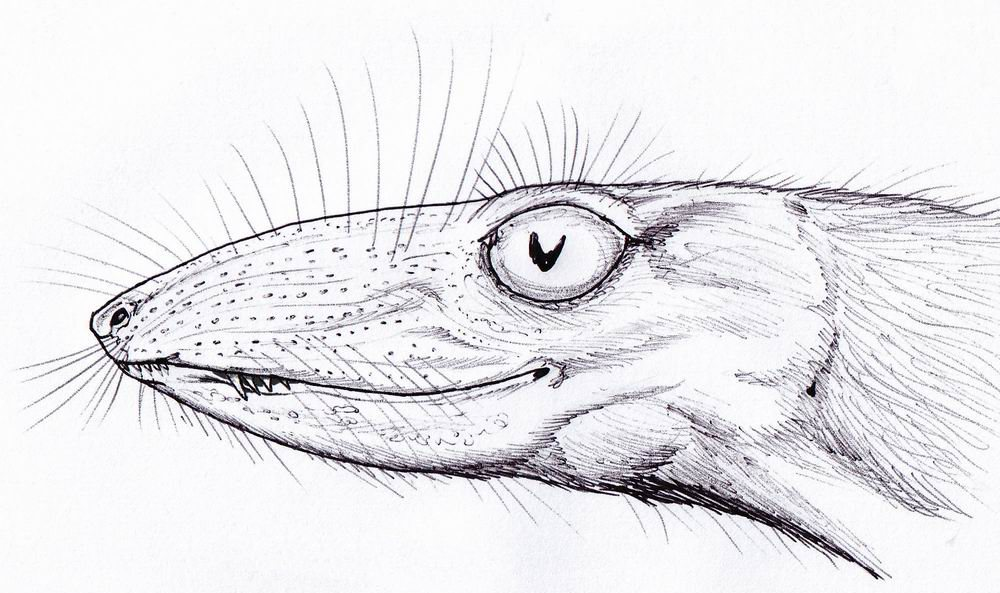
Scaloposaurus.

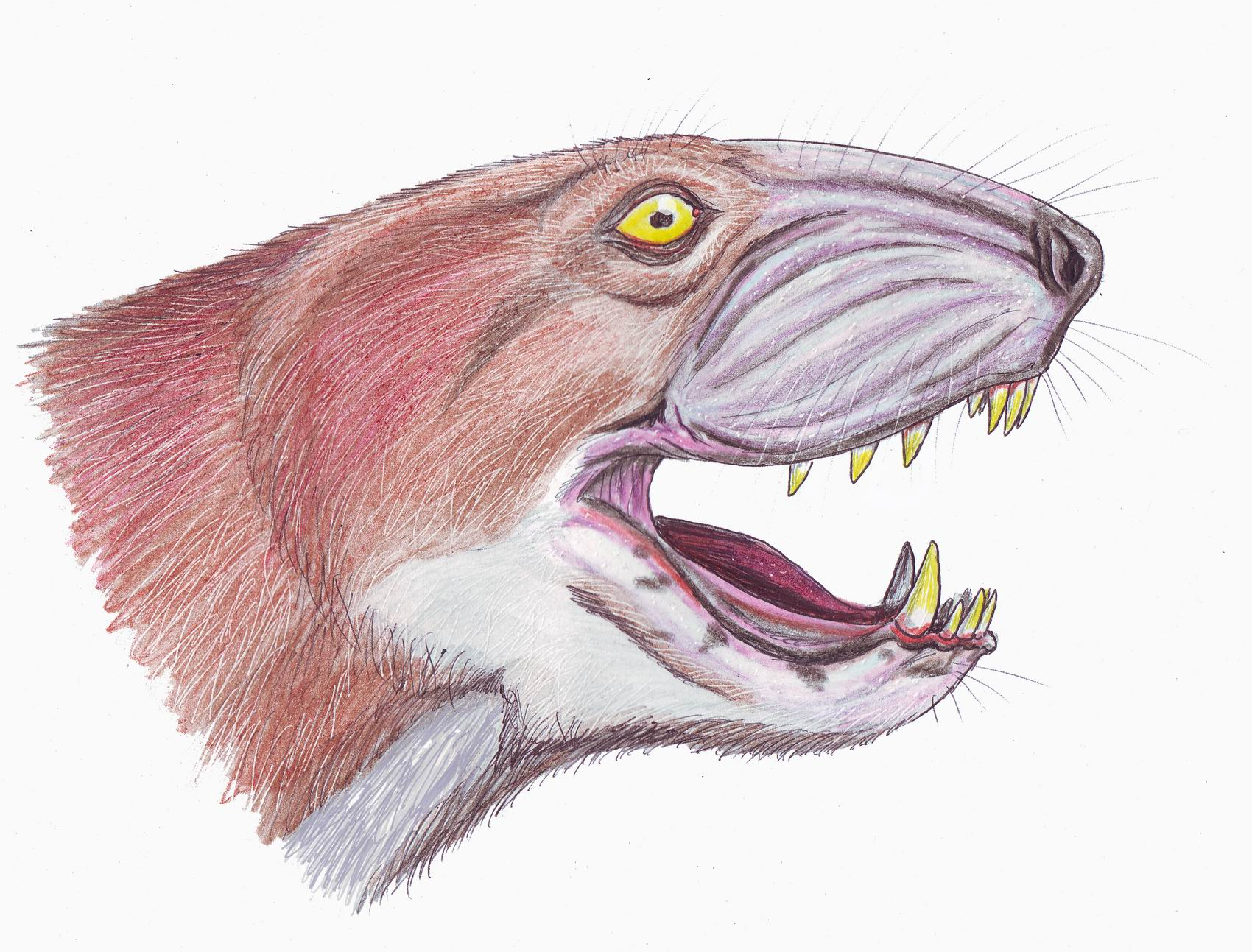
Cabeza de un moscorrínido sin nombre de Europa del Este.

  - (no clasificado) Scylacosauria van den Heever, 1994
    - Familia Scylacosauridae
    - Infraorden Eutherocephalia Hopson & Barghusen, 1986
      - Familia Hofmeyriidae
      - Familia Moschorhinidae (=Akidnognathidae, Annatherapsididae, Euchambersiidae)
      - Familia Whaitsiidae

    - Superfamilia Baurioidea
      - Familia  Bauriidae
        - Subfamilia Nothogomphodontinae
        - Subfamilia Bauriinae

      - Familia Ericiolacertidae
      - Familia Ictidosuchidae
      - Familia Ictidosuchopsidae
      - Familia Lycideopsidae
      - Familia Regisauridae

Algunos grupos reconocidos previamente han sido desestimados. Por ejemplo, Scaloposauridae fueron clasificados sobre la base de fósiles que mostraban caracteres juveniles, pero probablemente representen especímenes inmaduros de otras familias de terocéfalos.

## Terocéfalos en la cultura popular
Varios terocéfalos sin especificar aparecen en la serie de la BBC Walking with Monsters (Caminado entre monstruos); su aspecto es similar al del Thrinaxodon de Walking with Dinosaurs (Caminando entre dinosaurios). Uno de ellos ataca durante la noche a un Lystrosaurus, inyectándole una neurotoxina producida por una glándula venenosa. Aunque la existencia de tal glándula es controvertida, la ausencia de dientes postcaninos junto con una fosa maxilar y dientes caniniformes acanalados indican que algunos terocéfalos pudieron tener un aparato inoculador de veneno (por ejemplo, Euchambersia).
También aparece uno en la serie británica de la BBC Primeval, en el cuarto episodio de la cuarta temporada.